# Ratna mornarica
Ratna mornarica je grana oružanih snaga namijenjena borbenim djelovanjima na moru i unutrašnjim vodama (rijeke i jezera). Suvremene pomorske snage obično se sastoje od od ratnih brodova i plovila, odnosno njenih posada, te niza pripadajućih instalacija na kopnu (npr. radari). Ponekad može sadržavati i jedinice obalnog topništva, te vlastito mornaričko zrakoplovstvo i mornaričko pješaštvo.
Namjena i uloga ratne mornarice je samostalno i u združenom djelovanju s drugim granama i rodovima vojske braniti integritet i suverenitet države, promicati i širiti njezine interese na moru, otocima i priobalju. Nositeljica je i organizatorica pomorske obrane i ima važno mjesto i ulogu u ukupnoj vojnoj moći države.
Svoju ulogu Hrvatska ratna mornarica ispunjava pripremajući se i provodeći sljedeće glavne zadaće:
- odvraćanje od ugroze održavanjem visoke razine sposobnosti, uvježbanosti i tehničke opremljenosti.
- stalan nadzor mora i priobalja te praćenje kretanja stranih ratnih brodova.
- snaženje sigurnosnih uvjeta na Jadranskom moru i očuvanje nepovredivosti pomorskih granica.

## Vanjske poveznice
- Ratna mornarica Hrvatska enciklopedija
- Ratna mornarica Hrvatska tehnička enciklopedija, portal hrvatske tehničke baštine. LZMK